# Campeonato de España Open de Invierno de Natación 2024
El XXIV Campeonato de España Open de Invierno de Natación se celebrará en Sabadell entre el 21 y el 25 de febrero de 2024 bajo la organización de la Real Federación Española de Natación (RFEN) y el Club Natació Sabadell. Este campeonato recibirá el nombre de "Open de Invierno" en lugar de "Open de Primavera" debido a la reestructuración de las competiciones nacionales durante la temporada 2023-24 con motivo de la celebración de los Juegos Olímpicos de París 2024, lo que supone que solo se celebren dos Campeonatos de España durante la temporada en lugar de tres.
Las competiciones se realizarán en el Centre Can Llong de la ciudad catalana.